# 백야 (1957년 영화)
《백야》(이탈리아어: Le notti bianche)는 1957년 개봉한 로맨스 영화다. 표도르 도스토옙스키가 쓴 동명의 단편소설을 바탕으로 루키노 비스콘티가 감독했으며, 마리아 쉘, 마르첼로 마스트로야니, 장 마레 등이 출연하였다. 1957년 베네치아 영화제에서 은사자상을 받았다.

## 출연
- 마리아 쉘 - 나탈리아
- 마르첼로 마스트로야니 - 마리오
- 장 마레 - 하숙인